# 材木座海岸

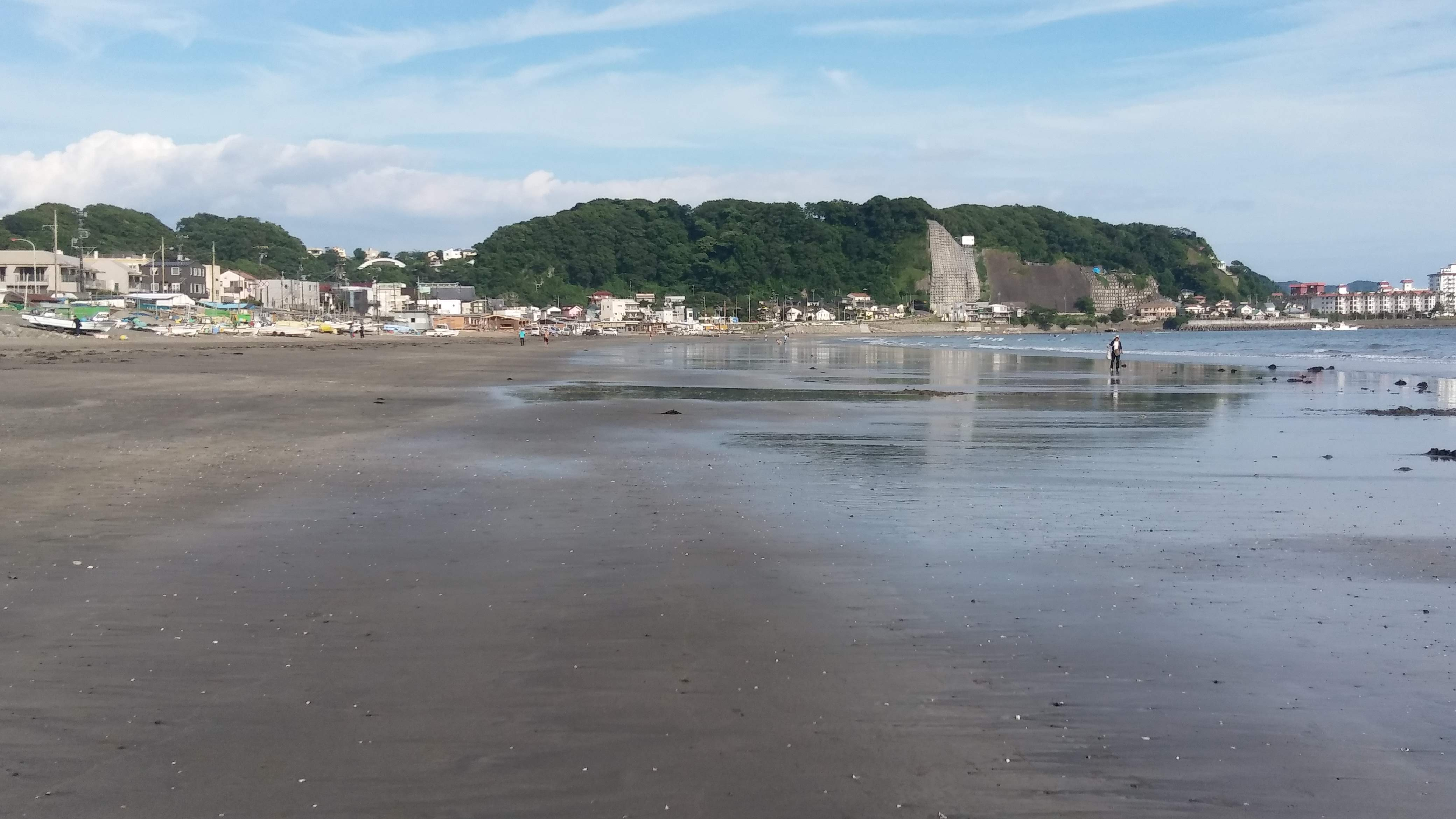
鎌倉・材木座海岸。正面は逗子市との境界の扇山（住吉城址）。右端は逗子マリーナ。

材木座海岸（ざいもくざかいがん）は神奈川県鎌倉市材木座の海岸。海岸のほぼ中央に河口を持つ滑川（なめりがわ）を境に、東側を「材木座海岸」、西側を「由比ヶ浜」という。東端では藤沢市の江の島が見える。

## 歴史・由来
明治期に海水浴場となり、夏目漱石の『こころ』に描かれて有名になった。源実朝が宋（中国）に渡る計画を立て、大きい船を完成させたが、遠浅のため進水できなかったとも伝えられている。
名称は鎌倉時代に鎌倉七座（米座、相物座、博労座、炭座、材木座、絹座、千朶積座）という商工組合があり、これに由来する。江戸時代には材木座村と内陸側の乱橋（みだればし）村に分かれていたが、のちに合併して大字「乱橋材木座」となり、これが住居表示に伴い材木座一丁目-六丁目となった。
2013年には鎌倉市が海水浴場の命名権を売りに出し、『鳩サブレー』で知られる地元の菓子店・豊島屋が10年契約で権利を購入したが、「親しんだ名を変えたくなかった」として名称変更を行わず従来の名称を維持している。
2014年、鎌倉市は公共の場所におけるマナー向上に関する条例を制定。海水浴場において飲酒や喫煙、音響機器、裸火の使用を禁止した。2020年、新型コロナウイルス感染症の拡大に伴い、海水浴場の開設が見送られた。海水浴場は2021年も、地域住民から寄せられた不安の声から開設が見送られたが、海岸ではライフガードによる監視、看板や警備員による注意喚起などが行われる中、約8万人の観光客や海水浴客が訪れた。2022年からはコロナウイルス感染症拡大以前の開設状況に復帰している。
後述の遺跡や和賀江嶋の存在もあり、貝殻やシーグラスだけでなく海底に沈んだ鎌倉時代の龍泉窯青磁器やかわらけの破片も多く漂着することからビーチコーミングスポットとしても知られる。

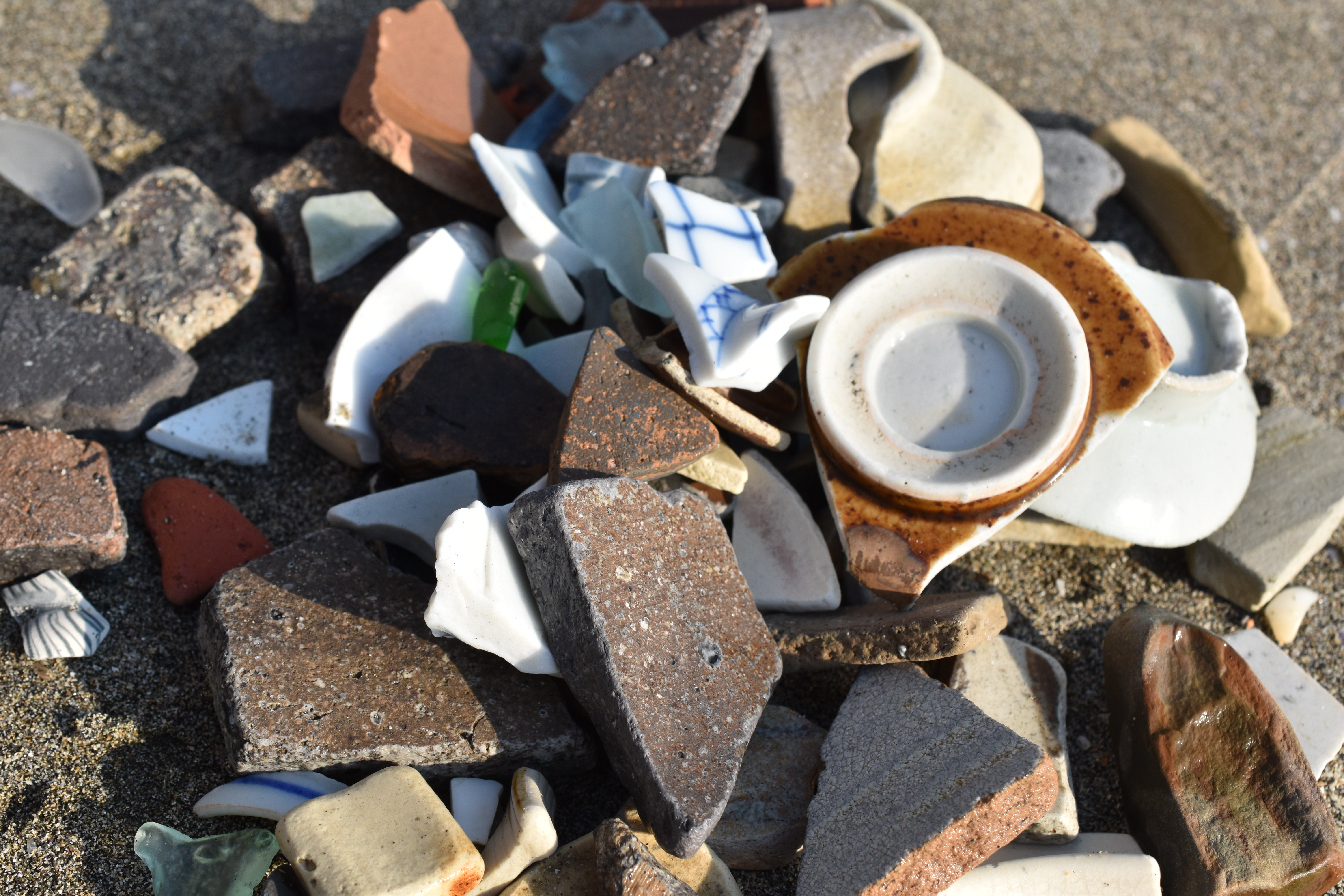
材木座海岸で発見された陶片とシーグラス

## 遺跡
1953年に、鶴岡八幡宮の一の鳥居と海岸の間から滑川を挟んで東にあった「材木座遺跡」を発掘調査した際に、約650体の人骨と、大量の馬や犬の骨が出土した。
鎌倉時代末期の14世紀前半に形成された遺跡と考えられ、調査にあたった鈴木尚は、人骨に残された殺傷痕から、新田義貞の鎌倉攻めによる戦死者であると推定した。出土した人骨は、東京大学総合研究博物館に所蔵されている。
馬骨は大半が軍馬と見られており、四肢骨の最大長から体高は平均で129.5センチメートルで、日本在来馬の中型馬にあたり、小型馬も含まれると推定されている。

## 史跡
- 和賀江島：中世の港の趾。
- 光明寺
- 九品寺
- 長勝寺
- 五所神社

座標: 北緯35度18分22.5秒 東経139度32分55秒 / 北緯35.306250度 東経139.54861度